# پیرس سوئینی
پیرس سوئینی (انگلیسی: Pierce Sweeney؛ زادهٔ ۱۱ سپتامبر ۱۹۹۴) بازیکن فوتبال اهل جمهوری ایرلند است.
از باشگاه‌هایی که در آن بازی کرده است می‌توان به باشگاه فوتبال ردینگ اشاره کرد.
وی همچنین در تیم‌ ملی فوتبال زیر ۲۱ سال جمهوری ایرلند بازی کرده است.